# Bhujangasana

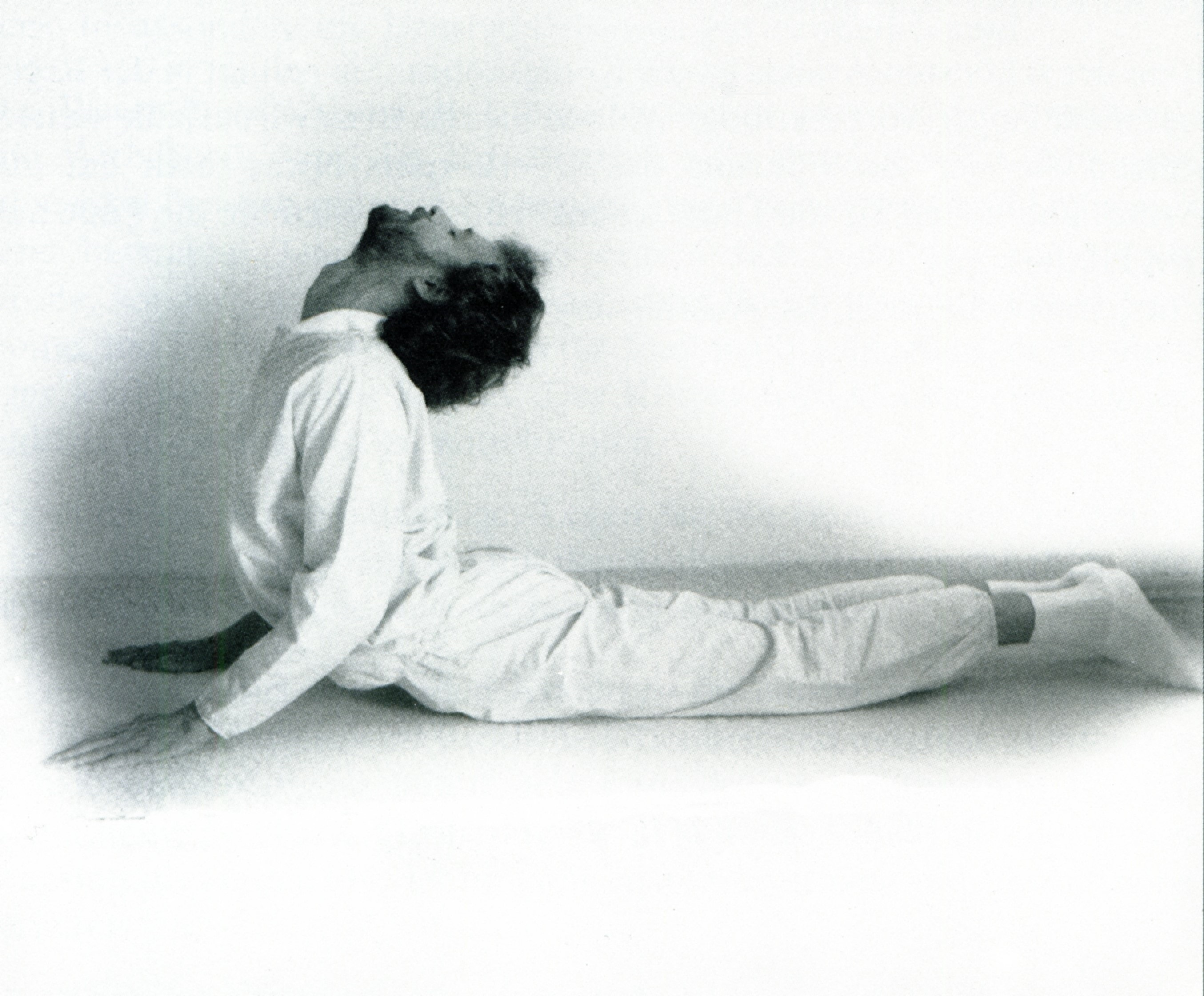
Bhujangasana, Heinz Grill 1992

Bhujangasana ovvero posizione del serpente o posizione del cobra, è una posizione di Hatha Yoga della categoria delle posizioni prone. Il nome deriva dal sanscrito "bhujanga" (serpente) e āsana (posizione). È anche indicata come Raja Bhujangasana, dal sanscrito "raja" che significa "regale".

## Scopo della posizione
La posizione ha lo scopo di allungare la schiena, traendola in senso contrario dell'usuale incurvatura. Crea benefici alla colonna vertebrale, distendendola, e genera calore nella zona lombare; in questo modo contribuisce ad alleviare i dolori (come lombalgia, sciatalgia, ernia al disco, cervicalgia) e a migliorare i disturbi della colonna vertebrale (come l'ipercifosi). Ti aiuta a migliorare la circolazione generale e, in maniera specifica, a livello degli organi addominali; riduce il senso di costipazione, la flatulenza e ti consente di regolare il senso dell'appetito.
A livello delle ovaie e dell'utero inoltre contribuisce a migliorare alcuni disturbi (come amenorrea e dismenorrea) e a regolarizzare il ciclo mestruale. Inoltre tonifica e regola l'attività della ghiandola tiroidea e delle ghiandole surrenali, quindi stimola il dinamismo e riduce certe forme di reumatismo.

## Posizione
Partendo dalla posizione prona, con il corpo disteso sulla pancia e le gambe unite e parallele con le cosce al suolo e piedi distesi e allungati sul dorso, si piegano le braccia portando i palmi delle mani a terra all'altezza delle spalle. Inspirando, si solleva il busto con le braccia, distendendole, mantenendo cosce e pube a contatto con il suolo. Questa versione è detta Raja Bhujangasana.

## Varianti

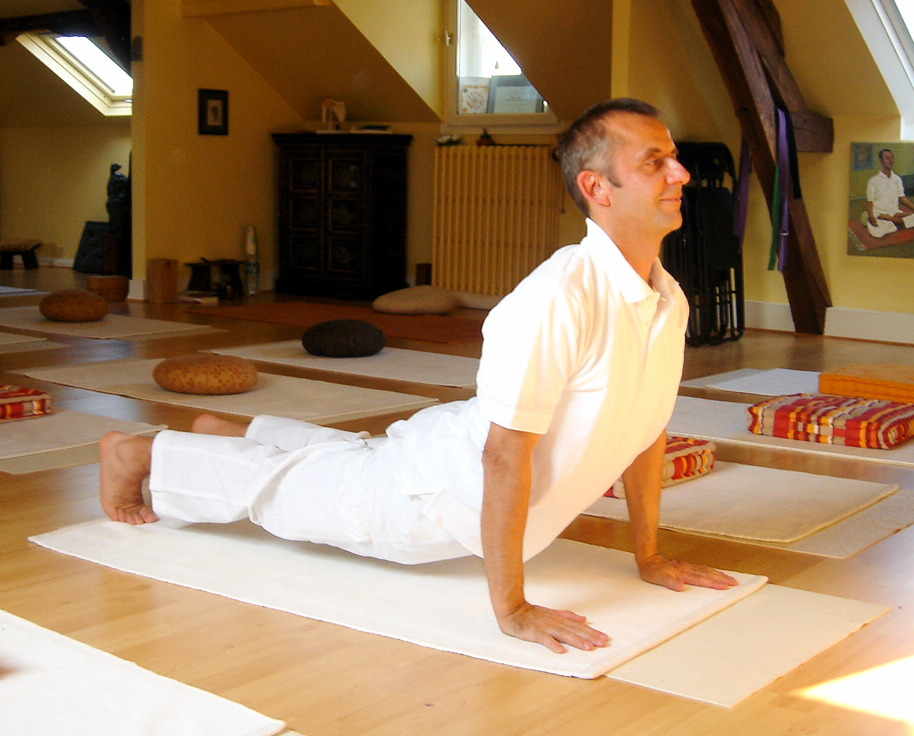
Raja Bhujangasana sospesa

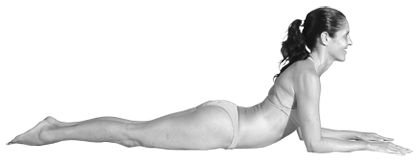
Ardha Bhujangasana

È possibile realizzare questa posizione in versione "sospesa", ponendo i piedi in verticale sul suolo con le dita piegate, e sollevando le cosce e il pube dal suolo mantenendoli paralleli al suolo. È detta Raja Bhujangasana sospesa.
Per i principianti è possibile sollevarsi sui gomiti piuttosto che sulle mani (estendendo meno la spina dorsale). In questo caso la posizione è detta Ardha Bhujangasana.

## Dimensione dell'anima
„Il cobra è paragonabile al fiore dell’essere dimenticato di sé che appare discreto nei modi, perché si edifica dalle forze creatrici di pensieri liberi. Il corpo infatti non si solleva con un gesto imponente, erigendosi sotto l’influsso della volontà, ma esso si curva, si inarca, si edifica in una aggraziata flessione all’indietro, riposando infine in un’apertura silenziosa e controllata nello spazio sensibile. L’esercizio indica la dedizione e l’essere dimentico di sé che risultano da una vita di pensiero cosciente, controllata ed esistente.“